# NGC 4830
NGC 4830 (również PGC 44313) – galaktyka eliptyczna (E/SB0), znajdująca się w gwiazdozbiorze Panny. Odkrył ją Wilhelm Tempel 26 maja 1880 roku.